# Hurricane Alley

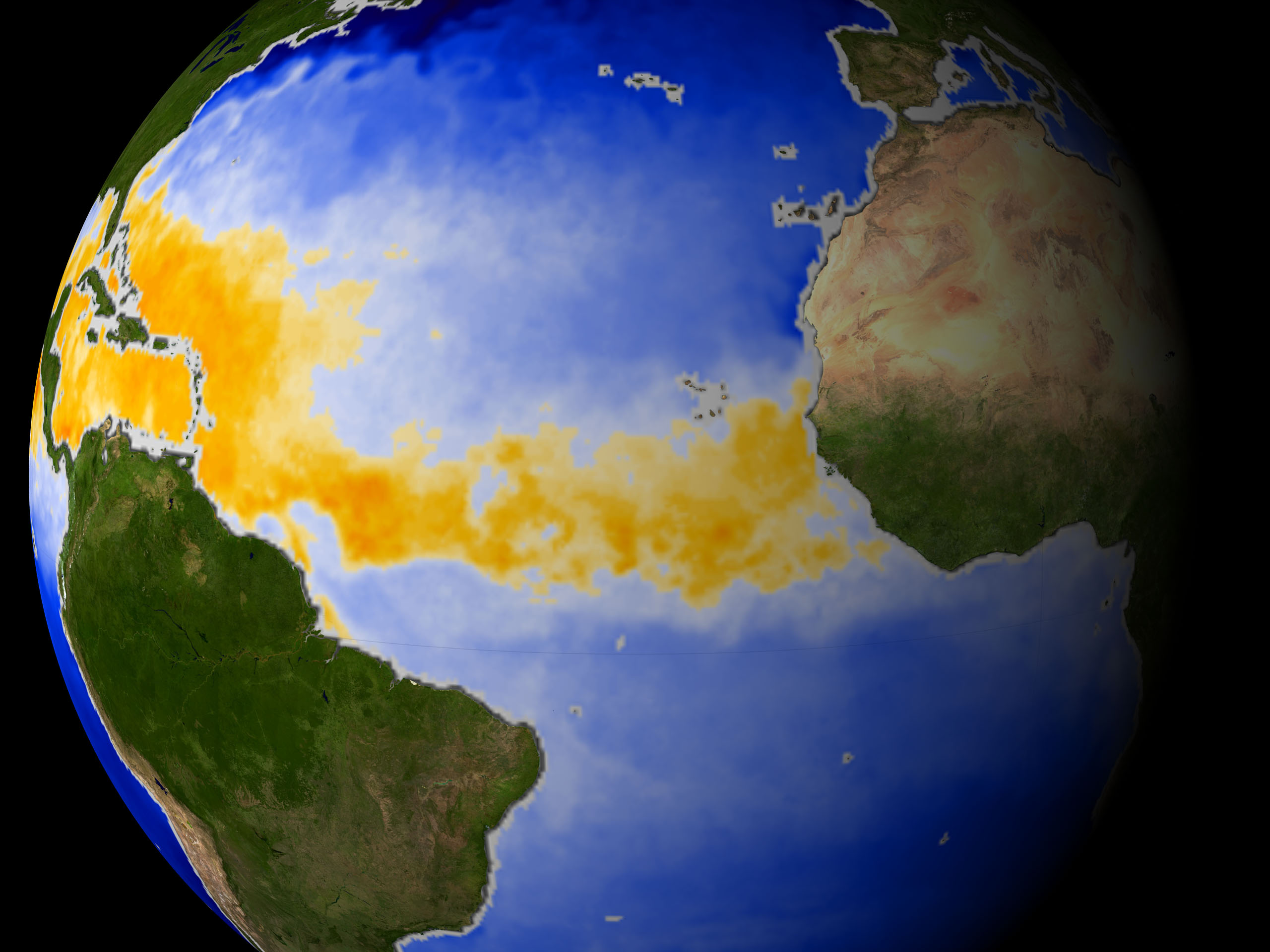
Bereich des wärmeren Wassers im Atlantik

Die Hurricane Alley (dt.: Bahn der Hurrikane) ist ein Bereich mit wärmerem Wasser als im übrigen Atlantischen Ozean dadurch können sich viele Hurrikane bilden. Diese Bahn erstreckt sich von der Westküste des nördlichen Afrika über den Atlantik bis zur Ostküste von Mittelamerika und der Golfküste bis zum Süden der Vereinigten Staaten. 
Die Temperatur des Atlantik im Bereich der Hurrikan Alley stieg in den letzten Jahrzehnten stetig. Die Wissenschaftler sind der Meinung, dass dieser Temperaturanstieg einen Beitrag zur Zunahme der Hurrikanaktivität leistet.